# SS Cotopaxi (1918)
SS Cotopaxi — суховантаж проекту 1060, побудований корпорацією Emergency Fleet (EFC) на замовлення Судноплавної ради США (USSB) в рамках надзвичайної програми суднобудування Першої світової війни. Корабель, спущений на воду 15 листопада 1918 року. Названий на честь еквадорського стратовулкана Котопахі. 22 грудня 1918 корабель прибув в порт Бостона. Пропрацював на USSB до 23 грудня 1919 року, коли був переданий в навігаційну компанію Clinchfield за умовами продажу.
Під час операції для USSB корабель отримав серйозні пошкодження сівши на мілину біля узбережжя Бразилії, а пізніше, працюючи в компанії Clinchfield Navigation, він зіткнувся з буксиром в Гавані, в результаті чого буксир затонув. SS Cotopaxi з командою з тридцяти двох осіб зник у грудні 1925 року, прямуючи з вантажем вугілля з Чарлстона, штат Південна Кароліна (США), в Гавану (Куба).
Уламки суховантажу були виявлені у 1980-х роках приблизно за 65 км від узбережжя Сент-Огастін, штат Флорида, але ідентифіковані лише у січні 2020 року..

## Опис
SS Cotopaxi був одним з сімнадцяти кораблів проекту 1060, (дедвейт 4200 тонн, 2351 реєстрових тонн) з паровим приводом типу «Laker», побудованим для USSB на корабельні компанії Great Lakes Engineering Works в Екорсі, штат Мічиган.
Реєстрова довжина судна — 77,2 м, ширина — 13,3 м, висота борту 7,7 м. Кіль закладений 29 серпня 1918 року, судно спущене на воду — 15 листопада, доставлений в USSB 30 листопада 1918 року. Кораблі проекту 1060 приводилися в рух однією паровою машиною потрійного розширення потужністю 1350 к. с. від двох парових котлів типу Scotch, що працювали на вугіллі. Вартість корабля склала 827 648 доларів.

## Використання
Після прибуття в Бостон 22 грудня 1918 року судно було передано оператору USSB, обслуговуючому маршрути з портів США до східного узбережжя Південної Америки. 16 червня 1919 року під час переходу з Філадельфії в Сальвадор, Бразилія, Cotopaxi сів на мілину в каналі Браганса. Після скидання близько 400 тонн вугілля 19 червня судно прийшло в порт, сильно пошкоджене, включаючи пошкодження двигунів. Ремонт обійшовся майже в 200 000 доларів.
23 грудня 1919 року SS Cotopaxi був доставлений в компанію Clinchfield Navigation на умовах продажу за ціною 375 000 дол. У 1920 році, під час рейсу з вантажем вугілля з Чарлстона, штат Південна Кароліна, корабель увійшов в гавань Гавани і зіткнувся з буксиром Saturno. При цьому SS Cotopaxi не отримав серйозних пошкоджень, а буксир затонув. Справу, пов'язану з аварією, було оскаржено і визнано вину обох суден, і, таким чином, збиток був розподілений.

## Останній рейс
29 листопада 1925 року Cotopaxi відправився з Чарлстона в Гавану під командуванням капітана В. Дж. Меєра з вантажем вугілля і з командою з тридцяти двох осіб. 1 грудня Cotopaxi повідомив по радіо про аварію, корабель ліг на бік і набрав води під час тропічного шторму. Судно було офіційно оголошено втраченим 31 грудня.
В січні 2020 року на основі п’ятнадцятирічних досліджень морського біолога Майкла Барнетта виявлені ще у 1980-х роках уламки невідомого судна було опізнано як уламки Cotopaxi.

## У фантастиці
У фільмі 1977 року «Близькі контакти третього роду» корабель SS Cotopaxi виявлений в пустелі Гобі, куди, ймовірно перенесений позаземними силами.